# Chieko Naniwa
Chieko Naniwa (浪花千栄子?, Naniwa Chieko), pseudonimo di Kikuno Minaguchi (南口 キクノ?, Minaguchi Kikuno; Tondabayashi, 19 novembre 1907 – Tondabayashi, 22 dicembre 1973) è stata un'attrice giapponese.

## Biografia
Nativo di Tondabayashi, apparve in oltre 150 film tra il 1926 e il 1972.
Fu nota al grande pubblico per le sue interpretazioni nei film La musica di Gion (1953), Il trono di sangue (1957) e Fiori d'equinozio (1958).
Dal 1930 al 1950 fu sposata con l'attore Tengai Shibuya.  

## Filmografia parziale
- Boryoku (暴力?, Boryoku), regia di Kōzaburō Yoshimura (1952)
- La musica di Gion (祇園囃子?, Gion bayashi), regia di Kenji Mizoguchi (1953)
- L'intendente Sansho (山椒大夫?, Sanshō dayū), regia di Kenji Mizoguchi (1954)
- Una donna di cui si parla (噂の女?, Uwasa no onna), regia di Kenji Mizoguchi (1954)
- Ventiquattro occhi (二十四の瞳?, Nijūshi no hitomi), regia di Keisuke Kinoshita (1954)
- Gli amanti crocifissi (近松物語?, Chikamatsu monogatari), regia di Kenji Mizoguchi (1954)
- Meoto zenzai (夫婦善哉?, Meoto zenzai), regia di Shirô Toyoda (1955)
- Il trono di sangue (蜘蛛巣城?, Kumonosu-jō), regia di Akira Kurosawa (1957)
- Fiori d'equinozio (彼岸花?, Higanbana), regia di Yasujirō Ozu (1958)
- Miyamoto Musashi (宮本武蔵?, Miyamoto Musashi), regia di Tomu Uchida (1961)
- L'autunno della famiglia Kohayagawa (小早川家の秋?, Kohayagawa-ke no aki), regia di Yasujirō Ozu (1961)
- Koto (古都?, Koto), regia di Noboru Nakamura (1963)